# Унгурс (озеро)
У́нгурс (латыш. Ungurs; Ру́стега, латыш. Rustēga ezers; У́нгуру, латыш. Unguru ezers; Ру́стегс, латыш. Rustēgs) — эвтрофное озеро в Райскумской волости Паргауйского края Латвии. Относится к бассейну Гауи.
Располагается на высоте 69,3 м над уровнем моря в Аугстрозском всхолмлении Идумейской возвышенности на территории Гауйского национального парка. Площадь водной поверхности — 394 га. Наибольшая глубина — 7,5 м, средняя — 3,5 м. Объём — 138 млн м³. Дно песчаное. Протяжённость береговой линии — 12 км. Площадь водосборного бассейна — 10,2 км².